# Monte Root
El monte Root, también llamado pico Boundary 165, es una montaña en Alaska y Columbia Británica, ubicada en la frontera entre Canadá y Estados Unidos, y parte de la cordillera Fairweather de las montañas San Elías. Lleva el nombre de Elihu Root, quien fue uno de los diplomáticos involucrados en la resolución de la disputa limítrofe de Alaska entre Estados Unidos y Canadá. Se encuentra ubicado junto al glaciar Margerie.
El primer ascenso fue realizado por Laurel Adkins, Thomas Distler, George Fisher y Walter Gove en 1977, que incluyó 22 largos de escalada en hielo.